# Bulk

« Bulk » est un mot anglais signifiant volume ou vrac.
En biologie ou en chimie, le « bulk » désigne les molécules se trouvant à l'intérieur d'un volume.
Ce terme marketing est utilisé pour désigner un produit fourni avec un emballage minimaliste tel un emballage carton brun ou blanc. Les accessoires et documentations sont réduits au minimum. Ce type de produit vendu ainsi sont destinés à accompagner un ensemble (exemple : une marque de PC qui accompagne leurs tours d'un clavier de grande marque).
Contrairement a la version au détail (en anglais « retail », appelé aussi « box »), qui est fourni avec un emballage plus complet (à l'effigie de la marque), parfois avec des accessoires en plus, ainsi que des pilotes et d'une documentation plus complète. Le client bénéficie également du service après-vente de la marque (hotline et prise en charge de la garantie), ce qui n'est pas le cas des versions bulk et OEM, c'est au revendeur d'assurer le SAV.
Il ne faut pas confondre, le bulk avec l'OEM. Ce dernier est à l'origine destiné à être intégré dans un ordinateur, et a pour but de réduire le coût de revient au maximum (matériel ou logiciel fourni sous pochette plastique, sans accessoires ni manuel, sans SAV à l'exception du matériel qui dispose d'une garantie qui doit être géré par le revendeur).
Si la version au détail bénéficie d'une garantie fabricant et n'est généralement soumise à aucun contrat de distribution particulier, le bulk et l'OEM sont très souvent soumis à des conditions de ventes (exemple : la vente en dehors d'un ensemble comme une offre groupée ou un ordinateur, peut être interdite par le contrat qui les lies au fabricant, comme le CD de Microsoft Windows et sa licence qui ne peut être vendu seul dans le cas d'une version OEM).

## Exemples de versions BULK (boite minimaliste)
- Claviers et souris
- Enceintes
- Cartes graphiques
- Cartes son

## Exemples de versions OEM (sans documentations, ni accessoires)
- Disques durs
- Lecteurs optiques
- Lecteurs de disquette
- Logiciels
- Processeurs
- Cartes graphiques
- Cartes son
- Logiciels (Microsoft Windows, Microsoft Word, Norton Anti-virus...)